# Pietro Bagnoli
Pietro Bagnoli (San Miniato, 21 dicembre 1767 – San Miniato, 22 ottobre 1847) è stato un poeta e librettista italiano.

## Biografia
Professore di letteratura greca e latina all'Università di Pisa, accademico della Crusca (dal 1819), poeta ("Cadmo", 1821; "Orlando savio", 1835), autore di due "Discorsi sulla lingua italiana" (1822), censore nel 1826 e 1834, membro della prima deputazione compilatrice del Vocabolario del 1843 e sacerdote.
Nacque a San Miniato (Pisa) il 21 dicembre 1767, da famiglia assai modesta. Sin da giovanissimo, nonostante l'ostilità paterna, mostrò vivaci interessi letterari dedicandosi a vaste letture, allo studio del latino e alla composizione in versi. Il canonico Filippo Buonaparte gli permise di seguire le sue inclinazioni letterarie e lo favorì nell'ammissione introducendolo al seminario vescovile di San Miniato come abatino. Già a undici anni cominciò a lavorare al poema dell' "Orlando Savio" pensato come continuazione dell'Orlando Furioso, che venne pubblicato solo nel 1835. Studiò teologia con Brunone Fazzi, vescovo di San Miniato, che lo nominò suo segretario. Presi gli ordini maggiori, nel 1791 si recò a studiar legge all'Università di Pisa, ove si laureò nel 1795. Lorenzo Pignotti, storico e autore di favole pregevoli, che nell'ateneo di Pisa teneva la cattedra di fisica, lo fece assumere, appena laureato, in qualità di segretario, dal marchese Federigo Manfredini. Nel 1799 Ferdinando III, che lasciava la Toscana invasa dai francesi, lo nominò suo confessore e lo volle come precettore dei suoi figli arciduchi. Bagnoli seguì il granduca in esilio, a Vienna, a Buda, a Würzburg. Rientrato in Toscana nel 1807, venne nominato dalla regina d'Etruria professore di storia e letteratura nell'Università di Pisa, ma rifiutò per lealtà verso il suo principe. Rimase a Vienna dal 1808 al 1811 dove compose drammi per il teatro. Tornato in patria ottenne un canonicato nel capitolo della cattedrale di San Miniato e fu precettore dei figli del principe Corsini. Nel 1814 salutò la restaurazione del granduca con un poemetto composto "Per il faustissimo ritorno in Toscana di S. A. I. e R. il Gran Duca Ferdinando III, nostro augusto sovrano" (Firenze 1814).
Nel 1817 venne chiamato alla cattedra di lettere greche e latine dell'ateneo di Pisa, dove professò idee liberali e contemporaneamente entrò a far parte dell'Accademia della Crusca. Nel 1821 pubblicò a Pisa "Il Cadmo" poema in ottava rima e in venti canti, iniziato sin dal 1792 con l'intento di celebrare la civiltà umana. A tale opera egli sperò di legare la sua fama, anche se molti lo considerarono troppo classicheggiante e mitologico rispetto al momento letterario ormai improntato su forme romantiche. L'anno seguente nel 1822 pubblicò due discorsi sulla lingua italiana.
Nel 1822 Ferdinando III di Toscana gli concesse la medaglia d'oro per i benemeriti e Leopoldo II, pochi anni dopo, gli conferì l'Ordine al merito di S. Giuseppe. Fu anche presidente della sanminiatese Accademia degli Euteleti, vicario della diocesi di San Miniato e fu tra i soci fondatori della locale Cassa di risparmio.
Bagnoli conobbe Gino Capponi, conosciuto a Vienna durante l'esilio, G. B. Niccolini, G. Rosini, G. Carmignani, G. P. Vieusseux e molte altre personalità della cultura toscana. Morì a San Miniato il 22 ottobre 1847.

## Archivio
Il fondo Bagnoli si compone di due partizioni: manoscritti e carteggi. La prima partizione fu venduta alla Biblioteca nazionale centrale il 16 giugno 1903 da Paolo Paoli di Firenze, mentre il carteggio fu venduto dallo stesso Paoli due anni prima. L'archivio è conservato presso la Biblioteca Nazionale centrale di Firenze

## Opere

### Libretti
- Per le faustissime nozze dell'ill. sig. marchese Neri Biffi Tolomei con S. E. la signora Da Maria Luisa, dei principi Corsini, Firenze, dai torchj di L. Ciardetti, 1823,  p. 39.
- Giuditta. 1° partie, n°. 4. Cari amici (1782), oratorio; libretto di Pietro Bagnoli. - 1° esecuzione : Venezia, 1782.
- Giuditta, oratorio in 2 parti, versione rivista da Salvadore Pazzaglia, in 3 parti, sotto il nome de La Betulia Liberata o sia La morte di Oloferne. - Libretto di Pietro Bagnoli. - 1° esecuzione : Venezia, 1782.
- Numa Pompilio, opera seria, dramma eroico-pastorale in 2 atti. - Libretto di Pietro Bagnoli. - 1° rappresentazione : Parigi, Théâtre des Tuileries, 1808.

### Poesie
- Poesie scelte di Pietro Bagnoli, con un discorso e con note di Augusto Conti, Firenze, F. Le Monnier, 1857,  p. 572.
- Poesie varie di Pietro Bagnoli,..., Pisa, S. Nistri, 1821,  p. 146.
- L'agricoltura (1795)
- Ottave Cadmo (1821)
- Orlando Savio (1835).